# Мемоар на Вътрешната организация
„Македония и Одринско (1893 – 1903). Мемоар на Вътрешната организация“ (на френски: La Macédoine, et le vilayet d'Andrinople (1893-1903). Mémoire de l'organisation intérieure) е книга, отпечатана от Задграничното представителство на Вътрешната македоно-одринска революционна организация през септември 1904 година на български и през октомври 1904 година на френски език под заглавието, която има за цел да запознае българската и международната общественост с действителното положение на българското население в европейските части на Османската империя, да разсее заблужденията относно програмата и дейността на ВМОРО, да разкрие причините за националноосвободителната борба и представи в истинска светлина характера, мащабите и разгрома на Илинденско-Преображенското въстание. Поставен на солидна документална основа, подкрепена с конкретни имена, цифри, статистики, и таблици, Мемоарът е първостепенен исторически източник за развоя на македоно-одринското революционно движение за периода 1893 – 1903 година и неоспоримо свидетелство за неговия български национален характер. Мемоарът е дело на няколко души, сред които Никола Наумов.